# Pokosová pila

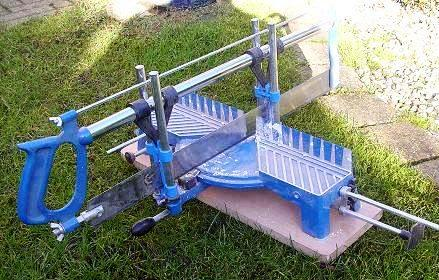
Ruční pokosová pila

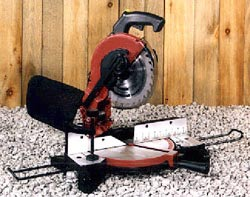
Elektrická pokosová pila

Pokosová pila je ruční nebo elektrická pila používaná k provádění úhlových řezů v nejrůznějších materiálech.
Její využití je mnohostranné, od přířezů prken, trámů, fošen až po dokončovací práce při pokládce podlah a výrobě obložení nebo třeba rámečků na obrázky. Instalatéři jí používají při konstrukcích rozvodů z plastových i kovových trubek.
Typicky je konstruována jako jednoduchý rám pojíždějící nad základnou z lehké slitiny, v níž jsou vyznačeny použitelné úhly.
Jejím předchůdcem je dodnes používaný truhlářský pokosník. Dnes ve většině použití tyto pily nahrazují pily elektrické a díky své nezávislosti na elektřině stále častěji akumulátorové.
Nastavení úhlu řezu příčně i na pokos se většinou provádí ručně.
Moderní elektrické nebo aku pokosové pily mohou mít nastavování také pouhým stisknutím tlačítka nebo jsou vybaveny laserovým paprskem k vyznačení přesného řezu. Mívají také přípojku k odsávání pilin, nebo přímo sáček na piliny.